# Hilda (Alberta)
Pour les articles homonymes, voir Hilda.
Hilda est un hameau (hamlet) du Comté de Cypress, situé dans la province canadienne d'Alberta.

## Démographie
En tant que localité désignée dans le recensement de 2011, Hilda a une population de 37 habitants dans 18 de ses 20 logements, soit une variation de -17.8% par rapport à la population de 2006. Avec une superficie de 0,544 7 km2, le hameau possède une densité de population de 67,927 3 hab/km2 en 2011.
Concernant le recensement de 2006, Hilda abritait 45 habitants dans 23 de ses 26 logements. Avec une superficie de 0,544 8 km2, le hameau possédait une densité de population de 82,6 hab/km2 en 2006.